# Isabel Alonso
Isabel Alonso Dávila (Salamanca, 23 de noviembre de 1953) es una historiadora, docente, divulgadora y escritora española. Durante el tardofranquismo, participó en la lucha estudiantil contra el régimen, por lo que fue detenida, encarcelada y procesada por el Tribunal de Orden Público (TOP).

## Trayectoria
Nació en una familia acomodada, su padre era notario, en cuyo seno, ya comenzó a vivir la discriminación de género habitual en la época de tener que colaborar en las tareas domésticas mientras que no se veían obligados a ello ninguno de sus siete hermanos varones. Estudió Bachillerato en el Colegio de las Esclavas de Salamanca y después en el Instituto Lucía de Medrano. En esta época, entró en contacto con los círculos antifranquistas universitarios a través de los hermanos de una amiga, los Moneo.
En 1967, Se mudó con su familia a Vilanova de la Ribera y, en Valencia, formó parte de grupos comprometidos con la lucha antifranquista. En 1970, se matriculó en la Facultad de Filosofía y Letras de la Universidad de Valencia y, por la influencia de las clases de historia de Joan Reglá, decidió comprometerse políticamente. Por otro lado, a través de uno de sus compañeros, Luis Navarro, entró en la organización clandestina del Partido Comunista de España (PCE), donde su nombre de guerra era Concha.
Fue detenida tres veces, encarcelada y procesada por el Tribunal de Orden Público (TOP), la última de ellas estando embarazada. Tras la primera detención, su nombre fue incluido en la lista de estudiantes a los que no se les expedía el Certificado de Buena Conducta, ni el pasaporte sin el visto bueno de la Dirección General de Seguridad, por lo que tuvo que viajar en ocasiones con pasaporte falso. Además fue expedientada por el rectorado y se le prohibió la entrada en las aulas por haber perturbado o amenazado la disciplina académica.
El 14 de octubre de 1972, ante la amenaza de sus padres de trasladar, al finalizar el curso, su expediente a Murcia, tomó la decisión de casarse e instalarse con su marido en Granada, donde se matriculó en la Facultad de Filosofía y Letras de la Universidad de Granada, retomó su activismo político y participó en diferentes movilizaciones universitarias por las que volvió a ser detenida en dos ocasiones más, la última de ellas, el 10 de octubre de 1975, con la Licenciatura en Historia recién terminada  estando embarazada, lo que le permitió librarse de las torturas físicas, aunque le aplicaron otros castigos como largos interrogatorios. Tras ocho días en comisaría, pasó por la Audiencia Provincial y el juez decretó su prisión provisional sin fianza y la apertura del proceso en el Tribunal de Orden Público, acusada de asociación ilícita, aunque no llegó a ser juzgada, porque fue indultada el 25 de noviembre de 1975, cinco días después de la muerte del dictador Francisco Franco, mientras estaba en la calle en libertad provisional.
Ya libre, continuó su compromiso con el movimiento obrero y entró en contacto con colectivos feministas como la Vocalía de Mujeres de la Asociación de Vecinos de Benicalap y el Movimiento Democrático de Mujeres del País Valenciano, de la que fue representante en la Coordinadora de Grupos de Mujeres de Valencia y en la reunión estatal del Año Internacional de la Mujer de Naciones Unidas, celebrada en Madrid en 1975.
Comenzó su trayectoria laboral en el mundo editorial trabajando en la empresa editora Fernando Torres, pero la mayor parte de su vida la dedicó a la docencia, siendo catedrática de Geografía e Historia en los institutos de Bachillerato de Barcelona IES Verdaguer (Ciudadela), Miquel Tarradell (El Raval) y Sant Andreu (Nou Barris) y en el extranjero, concretamente en institutos españoles de París, Londres, Rosario o Maglie.
También ha sido profesora asociada de la Universidad Autónoma de Barcelona donde además formó parte de grupos de investigación centrados en la presencia de mujeres y hombres en los medios.  Participó en la organización de las primeras jornadas estatales sobre la inclusión de las mujeres en la historia enseñada, conocidas con el nombre Las Ciencias Sociales, un discurso excluyente, que se celebraron en la Universidad de Valencia en 1989.
Fue presidenta de 2016 a 2020 de la asociación Dret a Morir Dignament de Catalunya (DMD-Cat). Se convirtió en vicepresidenta de DMD-Cat y coordinadora de la Comisión de Pedagogía de la Memoria de la Asociación Catalana de Expresos Políticos del Franquismo.
A lo largo de su vida, ha publicado varios estudios y artículos de manera individual o en coautoría que, en algunos casos, han sido objeto de reconocimientos como un tercer premio en la primera edición (1988) del Premio Nacional Emilia Pardo Bazán para material didáctico no sexista del Ministerio de Educación y en dos ocasiones, el Premio 8 de marzo del Ayuntamiento de Barcelona. Tras jubilarse, escribió la novela Como un pulso publicada por la editorial Caligrama de Penguin Random House Grupo Editorial. Una historia donde mezcla hechos reales acaecidos en su vida con personajes y situaciones ficticias para dibujar la España de finales de la dictadura franquista y los primeros años de transición y democracia. Ha colaborado en diferentes publicaciones impresas y digitales como Público, Hojas de debate, Con-Ciencia Social, Calanda, En 2024, se integró en el equipo de redacción de la revista de ciencias sociales Mientras Tanto.
Ha realizado una labor de recuperación de los archivos de sus expedientes policial y judicial que ha hecho públicos en el blog La atracción del archivo: en busca de un pasado.  

## Reconocimientos
En 1990, ganó el IV Premio 8 de Marzo - Maria Aurèlia Capmany del Ayuntamiento de Barcelona junto a sus compañeras Ginesa Albadalejo y Maria Josep Edo por la iniciativa de dinamización cívica protagonizada por mujeres De l’oblit al record: les dones prenen la paraula. Este premio, que se viene convocando desde 1987 y lleva el nombre de Maria Aurèlia Capmany como homenaje a la escritora, tiene como objetivo reconocer iniciativas y proyectos orientados a la defensa y promoción de los derechos de las mujeres y ofrecer recursos económicos y apoyo institucional que faciliten la realización de los proyectos ganadores.
En el año 2004, el XVIII Premio 8 de Marzo - Maria Aurèlia Capmany del Ayuntamiento de Barcelona, cuyo lema era Dones joves: promocionar i estimular la presència les dones joves a tots els àmbits de la ciutat, fue para el proyecto Coneixem les que ja participen, participem nosaltres mateixes, presentado por Alonso junto a M. Jesús Franco Gonzàlez y Sara Abadia Parilla.
En 2022, el Ayuntamiento de Barcelona reconoció oficialmente a treinta personas como represaliadas durante el tardofranquismo por haber sufrido violación del derecho a la vida y a la integridad física, moral o sexual durante su lucha en defensa y por la recuperación de las libertades democráticas, sindicales, de los derechos nacionales o del autogobierno de Cataluña o por la igualdad entre hombres y mujeres entre 1960 y 1978. Entre estas personas se encontraba Alonso. Este reconocimiento consiste en una resolución administrativa sin retribución ni compensación económica, pero que puede servir de documento probatorio en un procedimiento judicial.

## Obra
- 1989 - Otra visión de la Revolución industrial británica: presencia de las mujeres. En coautoría con Mila Belinchón. Institut Valencià de la Dona. ISBN 84-75-79-857-8 Tercer premio del Premio Nacional Emilia Pardo Bazán para material didáctico no sexista del Ministerio de Educación.
- 1989 - 1789-1793. La voz de las mujeres en la Revolución Francesa. Cuadernos de quejas y otros textos. En coautoría con Mila Belinchón. La Sal. ISBN 2-72-100381-X
- 1990 - Presencia de les dones en la Història de Catalunya. Materials didàctics. Generalitat de Cataluña, Departamento de Enseñanza, Dirección General de Ordenación e Innovación Educativa.
- 1992 - De viva voz: La postguerra en el Casco histórico de Alicante. En coautoría con Cristina Sánchez. Estudios Municipales. Ayuntamiento de Alicante. ISBN 84-87367-26-7
- 2002 - La República de las mujeres. El cine nos da pistas. En coautoría. ISBN 987-95502-2-6
- 2004 - La representación de las relaciones entre mujeres y hombres y del recambio generacional en la prensa de 1974 a 2004. En colaboración. Instituto de la Mujer de Madrid y Universidad de Barcelona (publicación digital).
- 2020 - Como un pulso. Caligrama Editorial. ISBN 9788418203077
- 2022  - La posguerra fue peor que la guerra. Los años 40 y 50 en el Casco antiguo de Alicante. En coautoría con Cristina Sánchez. Universidad de Alicante. ISBN 978-84-1302-162-1
- 2024 - Plaza de los Lobos (1968-1977) Memorias de estudiantes antifranquistas de la Universidad de Granada. Universidad de Granada. ISBN 978-84-338-7299-9. Coordinadora del libro y autora del capítulo La BPS registraba nuestras casas. Y encontraba… ¡Libros! ¡Y escritos que hablaban de libertad.